# Princ podzemlja
Princ podzemlja (izvirno špansko El Príncipe) je španska serija, ki je zasnovana po zgodbi Aitorja Gabilonda in Césarja Beníteza. Serija, ki mešanica med ljubezensko akcijskim žanrom je premierno bila prikazana 4. februarja 2014 v Španiji in vseskozi beležila odlično gledanost. Zgodba med španskim policistom Javierjem Moreyom in mlado muslimanko Fatimo ima 31. delov po 90 min, ki sta razdeljeni v 2. sezoni. Na slovenskih zaslonih je bila premiera serija 19. decembra na POP TV. Prva sezona je vsebovala 26. delov, druga pa 36. delov, saj se je predvajala od 35. - 45. min.

## Zgodba
Napeta serija, posneta po resničnih dogodkih, v kateri so zgodba, akcija in vohunjenje povezani s prepovedano ljubeznijo dveh oseb iz povsem različnih svetov. Tajnega agenta Javierja Moreya pošljejo na tajno misijo v nevarno četrt El Principe v španskem mestu Ceuta na maroški meji, kjer vlada popoln kaos zaradi trgovine z drogo, ilegalnih imigrantov in verske napetosti. Ker sumijo, da nekateri izmed lokalnih policistov sodelujejo z muslimanskimi ekstremisti, se mora Javier infiltrirati med njih in raziskati zadevo. Vendar Javier niti ne sluti, da bo med tajno misijo našel tudi ljubezen.

## Igralci
- José Coronado - Francisco "Fran" Peyon
- Álex González - Javier Morey
- Hiba Abouk - Fátima Ben Barek
- Rubén Cortada - Faruq Ben Barek
- Stany Coppet - Khaled Ashour
- Elia Galera - Raquel
- Samy Khalil - Abdessalam "Abdu" Ben Barek
- Juan Manuel Lara - Quílez
- Carla Díaz - Nayat Ben Barek
- Pau Durà - Ricardo Serra
- Blanca Apilánez - Carmen Salinas
- Fernando Gil - Lopez
- Eloína Marcos - Pilar
- Rocío Peláez - Rocío
- Baya Belal - Malika
- Pepe Quero - Federico «Fede»
- Jesús Castro - Paco Ben Barek